# Pujalt
|  | Per a altres significats, vegeu «Pujalt (desambiguació)». |

Pujalt és un municipi a la comarca de l'Anoia pertanyent a l'Alta Segarra. El nom deriva de «puig alt», turó on es recolza el poble, a 773 m d'alçada. El poble creix al solell del Castell de la Mota, que corona el poble.

## Geografia
- Llista de topònims de Pujalt (Orografia: muntanyes, serres, collades, indrets..; hidrografia: rius, fonts...; edificis: cases, masies, esglésies, etc)

El terme de Pujalt, de 31,43 km² d'extensió, és al sector de ponent de l'altiplà de Calaf, al límit nord de la comarca de l'Anoia amb la de la Segarra i també al límit de la província de Barcelona i del bisbat de Vic. S'estén per una remarcable planura enlairada, un típic altiplà, a uns 750 m d'altitud, entre Conill, Sant Ramon i Estaràs. El terme és força homogeni en el sector de Pujalt i dels seus agregats de l'Astor i Vilamajor, i en canvi fa unes estranyes sortides al sector de Conill, pràcticament envoltat pel terme de Calonge de Segarra, i en el de la Guàrdia Pilosa, que arriba fins a tocar de les cases del poble de Sant Martí Sesgueioles.
L'altitud de l'altiplà fa que sigui un lloc d'àmplies panoràmiques vers els Pirineus, les crestes de Montserrat, les serres de Pinós, de Boixadors, i de Rubió i els plans d'Urgell, i fa també que sigui un lloc especialment afectat pels vents. Aquesta altitud no priva, però, que el lloc sigui afectat per la boira baixa; hom diu que alguns hiverns havia arribat a durar 10 o 12 dies. També és típica la boira gebradora. El municipi de Pujalt comprèn el poble de Pujalt, amb el terme del seu antic castell, l'antiga demarcació del Castell de Montesquiu amb els sectors de l'Astor i Vilamajor, el terme de Conill, abans dels Cardona, i el de la Guàrdia Pilosa. Aquests dos darrers termes formaren municipalitats pròpies fins a mitjan segle xix. També l'Astor fou abans independent amb la consideració de quadra. Dintre el terme antic de Pujalt hi ha els dos antics veïnats de les Torres de més amunt i de més avall i la petita quadra de la Ceriola, de dues cases, abans de domini dels rectors de Pujalt.
La principal via de comunicació del terme és la N-141 que uneix Cervera i Manresa, tot passant per Calaf. Aquesta carretera, que enllaça a Calaf amb l'Eix Transversal, passa per Conill i permet l'accés a Pujalt mitjançant un ramal. Al sud del terme, un altre branc de la carretera de Sant Martí Sesgueioles a Sant Guim de Freixenet porta a l'Astor.
Una bona part del terme és conreada, amb un predomini gairebé total dels cereals. Hi ha una mica d'ametller i de farratge. La vinya s'havia conreat molt extensament, però pràcticament ha desaparegut. Dins el terme hi ha un seguit d'horts familiars, envoltats de marges i tanques de pedra que s'anomenen Horts d'en Gomar. Aquests, tot i estar al terme de Pujalt, pertanyen als habitants de Sant Martí Sesgueioles. Hi ha uns 80 pous que es nodreixen de les fonts subterrànies que afloren a Fontdolla, a prop del Molí de la Roda, al terme de Veciana, i formen les anomenades fonts de l'Anoia. La resta del terme, amb molts de primalls i terrenys rocallosos, és ocupada per pins, roures, alzines i garrigues. Pel que fa a les activitats ramaderes, té força importància el porcí. Hi ha també granges avícoles, cria de conills i alguns ramats d'ovelles.

### Demografia
En època medieval, consta que Pujalt tenia 70 focs o famílies el 1365 i baixà a 35 el 1387. El 1360 l'Astor (Pujalt) tenia 5 focs o famílies. És un municipi que ha patit un davallament més o menys constant des del segle xix, que ha passat de 692 h el 1860 a 330 h el 1900 i de 321 h el 1960 a 201 h el 1975, a 182 h el 1986 i a 176 h el 1991. A l'inici del segle xxi s'evidenciava una certa remuntada, amb 188 h el 2001 i 199 h el 2005. El 2015 Pujalt tenia un total de 198 habitants, dels quals 109 eren homes i 89 dones, segons dades de l'IDESCAT.
El municipi està format per cinc entitats de població.
| Entitat de població | Habitants (2024) |
| Pujalt              | 114              |
| Conill              | 38               |
| l'Astor             | 31               |
| la Guàrdia Pilosa   | 18               |
| Vilamajor           | 11               |
| Font: Idescat       |                  |

| 1497 f | 1515 f | 1553 f | 1717 | 1787 | 1857 | 1877 | 1887 | 1900 | 1910 |
| ------ | ------ | ------ | ---- | ---- | ---- | ---- | ---- | ---- | ---- |
| 46     | 54     | 70     | 375  | 312  | 710  | 601  | 646  | 330  | 330  |

| 1920 | 1930 | 1940 | 1950 | 1960 | 1970 | 1981 | 1990 | 1992 | 1994 |
| ---- | ---- | ---- | ---- | ---- | ---- | ---- | ---- | ---- | ---- |
| 446  | 478  | 485  | 461  | 321  | 217  | 170  | 177  | 174  | 174  |

| 1996 | 1998 | 2000 | 2002 | 2004 | 2006 | 2008 | 2010 | 2012 | 2014 |
| ---- | ---- | ---- | ---- | ---- | ---- | ---- | ---- | ---- | ---- |
| 179  | 185  | 178  | 186  | 194  | 203  | 199  | 205  | 205  | 198  |

| 2016 | 2018 | 2020 | 2022 | 2024 | 2026 | 2028 | 2030 | 2032 | 2034 |
| ---- | ---- | ---- | ---- | ---- | ---- | ---- | ---- | ---- | ---- |
| 198  | 207  | 210  | 204  | 210  | -    | -    | -    | -    | -    |

## Història
Pujalt era l'extrem de la marca o frontera del comtat de Berga, que venia de Portell (Sant Ramon) i Guspí i arribava fins a Pujalt i Gàver. Aquesta marca es va fundar entre el 1001 i el 1035 i era propietat directa de la casa comtal de Cerdanya-Berga. Aquesta tenia el castell de Pujalt infeudat als Cervera, igual que el veí castell de Sant Esteve o de Castellfollit i els de Gàver i Estaràs, que també formaven part d'aquella marca del comtat berguedà. Sota els Cervera hi havia uns tercers senyors, que en tenien la castlania i la defensa directa; eren els cavallers cognomenats Pujalt, els quals tenien també dominis vers Montmaneu i la Panadella i la castlania de l'Espelt (Òdena). La família Pujalt és coneguda i documentada entre el 1135 i el 1310.
El 1251 el rei Jaume I, que tenia l'alt domini de Pujalt, com a successor dels antics comtes de Cerdanya, va obtenir per permuta de Sibil·la de Cervera, casada amb Guillem Ramon de Montcada, el domini que fins aleshores hi havien tingut els Cervera. El rei tingué des d'aleshores el domini directe del castell, com es veu per un privilegi del 1314 concedit als habitants de Pujalt.
Vers el 1360 el rei empenyorà el lloc a Francesc Bertran, ciutadà de Barcelona i entorn del 1375, el castell ja havia passat als Cardona, que així l'unien als grans dominis que posseïen a la contrada des de la Molsosa, Calaf, Calonge, Conill i Mirambell, fins a Pujalt i Castellfollit de Riubregós. El 1376 Hug (I) de Cardona, primer comte de Cardona, concedí als seus súbdits de Pujalt un mercat setmanal el dimarts i la promesa que mai no separaria Pujalt del comtat de Cardona, erigí la vila en capital de la vegueria cardonenca de la Segarra i hi creà una cúria per a l'exercici de la jurisdicció. El 1399 Hug (II) de Cardona-Anglesola, de la branca dels Cardona-Anglesola, concedí als habitants de Pujalt de poder edificar dins els murs de la vila la capella encara existent de la Concepció i el 1402 Joan Ramon Folc I de Cardona, segon comte de Cardona, confirmà tots els privilegis anteriors dels homes de Pujalt i ratificà l'adscripció de Pujalt a la branca directa de la casa de Cardona. El castell de Pujalt i el seu terme foren del domini dels Cardona fins a l'extinció dels dominis senyorials.
El terme de la Guàrdia Pilosa, unit al segle xix a Pujalt, seguí uns altres camins històrics. El lloc és esmentat des del 1022 com la “turre de ipsa Guardia” i des del 1039 com la Guàrdia Pelosa. El lloc fou dels Cervera, que el cediren al rei en la permuta del 1251, i tenia com a castlà els cavallers cognomenats Gàver. Pere el Cerimoniós va vendre el terme el 1379, a carta de gràcia, a Joan de Montbui, junt amb Veciana i Sant Martí Sesgueioles, i el 1392 el rei Joan I en feia venda perpètua amb els termes anteriors, a Mateu de Calders. Des d'aleshores el lloc i terme de la Guàrdia, on solament es conserva un mur del vell castell, formà part dels dominis dels Calders, barons de Segur.
El castell de Conill, documentat des del 1037, pertanyia a la família Cardona, que feu donacions de terres del seu terme als monestirs de Sant Pere de Casserres i de Sant Vicenç de Cardona. La seva història va molt unida a la del castell de Mirambell, i ambdós, sovint amb un sol batlle, foren una de les administracions de la casa de Cardona, que integraven la batllia de Torà.
També forma part del municipi de Pujalt l'antic terme del castell de Montesquiu, situat a prop de l'Astor (Pujalt), que es constituí en municipi propi fins pels volts del 1845. El castell de Montesquiu, del qual es conserven importants ruïnes que demostren que era una edificació notable, formava un nucli de poblament i tenia una església, que antigament fou parròquia, dedicada a sant Pere. Sembla que el castell, el poble i l'església van desaparèixer en la guerra contra Joan el Sense Fe, quan fou atacat per les forces de mossèn Lluc Ferrer, rector i capità del castell de Jorba, perquè era un refugi de partidaris del rei. El 1360 el lloc de Montesquiu era de domini de Pere de Gàver i tenia 7 focs. En desaparèixer Montesquiu, la parròquia i la vida del lloc passaren al poblet veí de l'Astor (Pujalt), situat vers el SW de Montesquiu, que sembla haver format amb la veïna sufragània de Vilamajor un domini independent de Montesquiu. El 1360 l'Astor (Pujalt) era de Berenguer de Guàrdia.

## Política i govern
En les eleccions municipals de 2019 la participació a Pujalt va ser de 118 vots (73,75%), i 9 en blanc. S'escolliren un total de 5 regidors, el mateix nombre que les del 2015. L'actual alcalde és Pere Massana(ERC)

## Economia
La major part de la població sol viure de l'agricultura i de la ramaderia, però un sector de la població treballa a les indústries de Calaf i Cervera o del turisme rural i la restauració. Fa anys hi havia a la Guàrdia Pilosa explotació de jaciments de lignit, però va ser tancada.

## Llocs d'interès
- Capella gòtica de la Immaculada Concepció

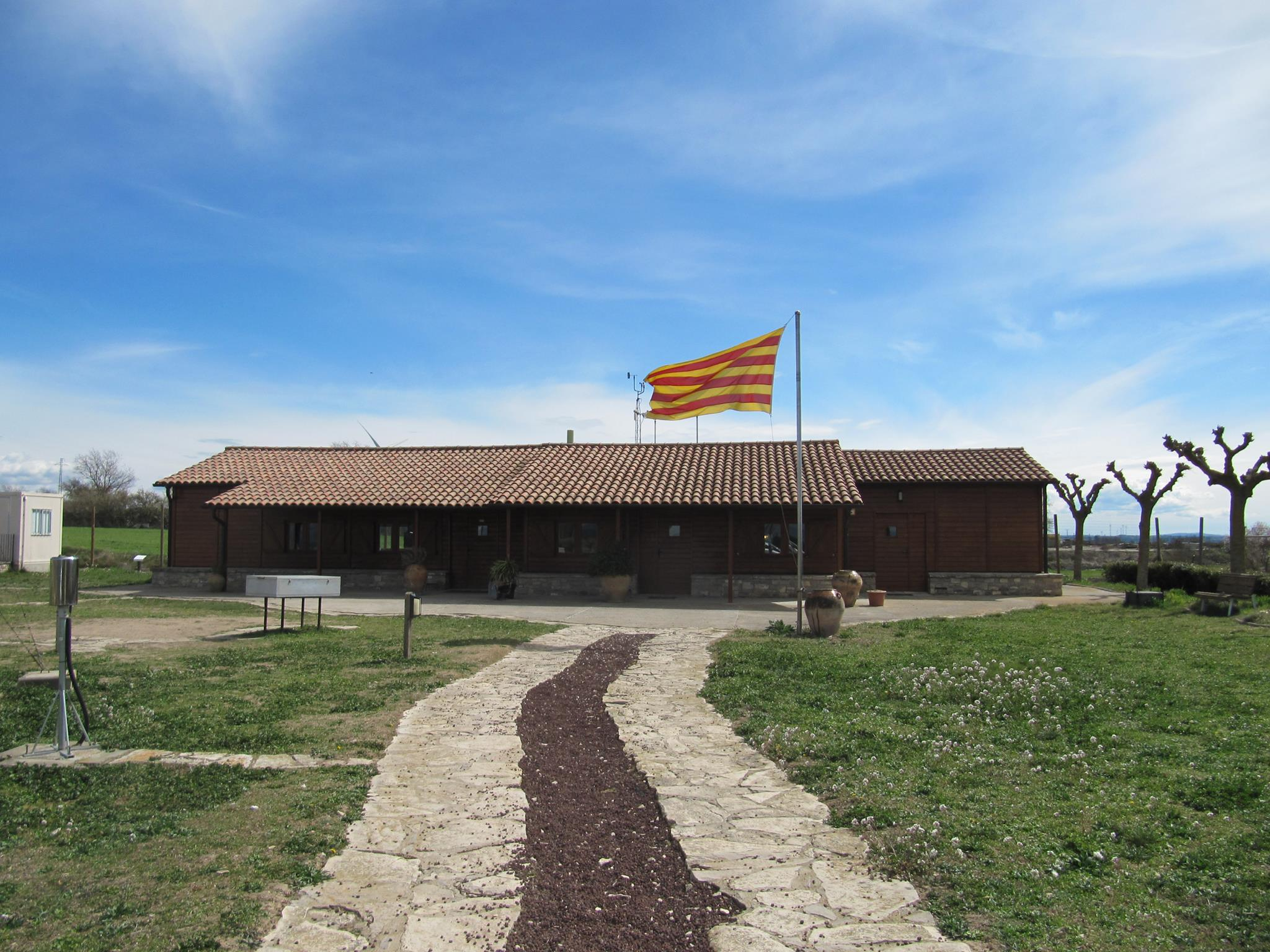
Observatori de Pujalt

- Portal de muralla
- Retaule barroc
- Nucli medieval
- Memorial de l'Exèrcit Popular.[4]Observatori de Pujalt

## Activitats turístiques i culturals
- Observatori de Pujalt
- Centre d'Interpretació del Campament Militar de l'Exèrcit Popular
- Vols en globus
- Turisme rural

- Restauració